# Пантелеєвка
Пантеле́євка (рос. Пантелеевка) — присілок у складі Упоровського району Тюменської області, Росія.
Населення — 39 осіб (2010, 34 у 2002).
Національний склад станом на 2002 рік:
- росіяни — 76 %